# Wesele Figara (opera)

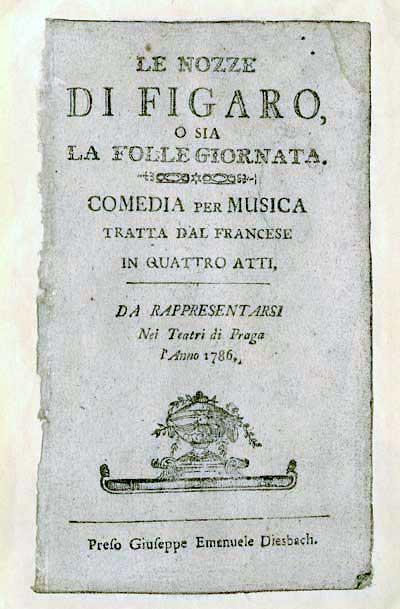
Libretto opery z 1786 roku

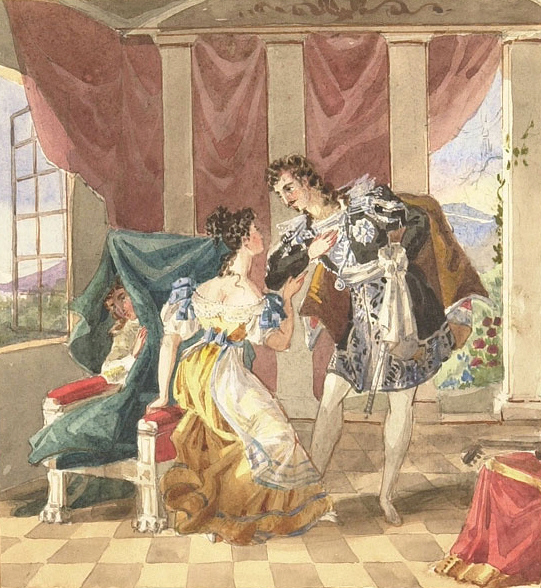
Scena z pierwszego aktu

Wesele Figara (Le Nozze di Figaro) – czteroaktowa opera buffa z muzyką Wolfganga Amadeusa Mozarta i librettem Lorenza Da Ponte na podstawie Wesele Figara Le marriage de Figaro – sztuki Pierre’a Beaumarchais’go z 1784 roku.
Wesele Figara kontynuuje historię przedstawioną w sztuce Cyrulik sewilski Pierre’a Beaumarchais’go i operze Giovanniego Paisiella pod tym samym tytułem, do tematu, także w Cyruliku sewilskim, powróci później Rossini.
Prapremiera odbyła się w Wiedniu 1 maja 1786.

## Historia utworu
Sztuka Pierre’a Beaumarchais’go została napisana w 1781 roku. Pod koniec września Beaumarchais odczytał ją po raz pierwszy aktorom Comédie Française. Utwór spotkał się z krytyką króla Ludwika XVI i w efekcie został objęty zakazem publicznego wykonania. Czytany w prywatnych domach i jednocześnie obejmowany kolejnymi ograniczeniami budził spore zainteresowanie publiczności. Określany jako "niemoralny", tak naprawdę był krytyką feudalizmu i arystokracji. Nie mógł się spotkać z przychylnością władców. W końcu premiera sztuki odbyła się 27 kwietnia 1784 roku w paryskiej Comédie Française.
Sensacyjna sława utworu dotarła do Wiednia. Zespół Emanuela Schikanedera miał wystąpić ze spektaklem 3 lutego 1785 roku, ale cesarz Józef II zakazał wystawienia sztuki, chociaż zgodził się na opublikowanie drukiem jej przekładu na język niemiecki.
Mozart zainteresował się sztuką (w tym czasie poszukiwał libretta do kolejnej opery). Najprawdopodobniej zafascynowały go wyraziście nakreślone postacie bohaterów o indywidualnych cechach i wiarygodnych relacjach. Napisanie libretta Mozart zaproponował nadwornemu dramaturgowi cesarza Józefa – Lorenzo da Ponte. Cesarz zgodził się na przygotowanie opery pod warunkiem oczyszczenia tekstu z akcentów politycznych. Mozart rozpoczął pracę nad operą w połowie października 1785 roku. Pod koniec listopada partytura była prawie ukończona. Jednak wpis do rejestru nosi datę 29 kwietnia 1786 (w tym czasie Mozart skomponował m.in. Sonatę na skrzypce i fortepian i koncerty fortepianowe: KV 481, KV 482, KV 488, KV 491; Rondo KV 485).
Premiera opery odbyła się w wiedeńskim Hofburgtheater 1 maja 1786 roku. Nie był to koniec problemów. Po trzecim przedstawieniu cesarz wydał zakaz bisowania ansambli. Po sukcesie w Wiedniu opera została wystawiona w grudniu, jeszcze w tym samym roku w Pradze, co zapoczątkowało popularność kompozytora wśród praskiej publiczności. Polska premiera nastąpiła dopiero 27 marca 1865 w Warszawie (we włoskiej wersji językowej), zaś 31 grudnia 1885 operę wykonano po raz pierwszy z librettem przetłumaczonym na język polski.

## Osoby
- Hrabia Almaviva – wielkorządca Andaluzji – baryton
- Hrabina Rozyna, żona hrabiego Almavivy – sopran
- Zuzanna, pokojowa hrabiny i narzeczona Figara – sopran
- Figaro, pokojowy hrabiego – bas-baryton
- Cherubin, paź Hrabiego – sopran
- Marcelina, klucznica – mezzosopran
- Bartolo, doktor praw z Sewilli – bas
- Basilio, nauczyciel muzyki – tenor
- Don Curzio, sędzia – tenor
- Antonio, ogrodnik Hrabiego, wuj Zuzanny i ojciec Barbariny – bas
- Barbarina, Basia córka ogrodnika – sopran
- goście, wieśniacy, służba, myśliwi

Akcja rozgrywa się w zamku Almavivy, niedaleko od Sewilli.

## Treść

### Akt I
Zuzanna i Figaro przygotowują się do wesela i wspólnego po nim zamieszkania (Cinque... dieci... venti). Figaro mierzy największy pokój w pałacu, w którym po ślubie mają zamieszkać z Zuzanną, podarowany im "wspaniałomyślnie" przez Hrabiego. Zuzanna próbuje zwrócić uwagę narzeczonego na czepek, który sama zrobiła. Dowiadując się o podarunku ślubnym hrabiego mówi Figarowi, że intencje, jakimi kieruje się Hrabia, to wcale nie dobroć czy uznanie zasług. Basilio, zaufany hrabiego już wielokrotnie w imieniu pana składał jej niedwuznaczne propozycje i dlatego Zuzanna obawia się, co będzie, jeśli Hrabia pośle gdzieś daleko jej ukochanego sam pozostając jej bezpośrednim sąsiadem. Figaro, acz powoli, przyznaje słuszność dziewczynie i postanawia dać nauczkę Hrabiemu (Se vuol ballare). Czy to jednak będzie proste? Sprawy komplikują się. Otóż Figaro pożyczył kiedyś pewną sumkę od Marceliny, służącej, ale i matki zaginionego dziecka doktora Bartolo. W przypadku braku możliwości spłaty pożyczki, Figaro ma się ożenić... z Marceliną. Swoje porachunki z nim ma także sam Bartolo. Figaro w przeszłości przeszkodził mu w ślubie z Rozyną, dziś żoną Hrabiego. Bartolo obiecuje więc Marcelinie, że z zemsty znajdzie najmniejsze nawet prawne kruczki, byle tylko pogrążyć Figara (La vendetta). Tymczasem Zuzannę odwiedza paź, Cherubinek. Prosi ją o wstawiennictwo u hrabiny, ponieważ hrabia ostatnio odkrył jeden z jego romansików. Jest to młody chłopiec zakochany we wszystkich kobietach mieszkających w pałacu Almavivy (Non so più cosa son, cosa faccio) i... znów wchodzi Hrabia. Cherubin musi się przed nim ukryć. Tym razem Hrabia osobiście próbuje zdobyć względy Zuzanny. On także się za chwilę ukryje, bowiem na scenę wkracza także Basilio. Do wesela jest coraz bliżej, a hrabia zniósł właśnie w swoich włościach prawo pierwszej nocy. W trakcie rozmowy Zuzanny z Basilio, Hrabia ujawnia się, odkrywa także obecność Cherubina... Ma już dość miłostek (a może rywalizacji?) młodego pazia, mianuje go oficerem i wysyła do pobliskiej Sewilli. Wchodzi teraz Figaro z wieśniakami, dziękując Hrabiemu za to, iż pierwszą parą korzystającą ze zniesienia niesprawiedliwego prawa są on i Zuzanna. Dowiadując się o losie Cherubina roztacza przed nim wizję trudnego żołnierskiego życia (Non più andrai, farfallone amoroso).

### Akt II
Figaro wie o intrygach Hrabiego i razem z Zuzanną i hrabiną wymyślają podstęp. Zuzanna zgodzi się na schadzkę z Hrabią, chociaż zamiast Zuzanny w ogrodzie pojawi się przebrany paź. W ten sposób Figaro chce wymóc na Hrabim zgodę na swój ślub z Zuzanną i poszanowanie prawa pierwszej nocy. Cherubin przebiera się w pokojach hrabiny. W tym czasie Hrabia próbuje wejść do pokoju żony. Przestraszony Cherubin próbuje skryć się, lecz potrącając jakiś sprzęt wywołuje hałas, czym budzi czujność i podejrzenia Hrabiego. Hrabina, bojąc się reakcji męża na obecność pazia, nie chce otworzyć drzwi do swojego pokoju. Na szczęście Zuzanna ratuje Cherubina, zamyka się w pokoju hrabiny, a Cherubin ucieka przez okno. Hrabia wraca i próbuje dostać się do pokoju żony, z którego wychodzi Zuzanna. Figaro bierze winę wynikającą z całego zamieszania na siebie.

### Akt III
Tymczasem Marcelina wytacza Figarowi proces. Według wcześniejszej umowy Figaro ma zwrócić jej 2000 koron albo wziąć ją za żonę. Proces ma rozstrzygnąć hrabia. Okazuje się jednak, że Figaro jest synem Marceliny i Bartolo. Marcelina, uszczęśliwiona odnalezieniem syna, wycofuje wszelkie roszczenia.
Hrabina postanawia ukrócić niewierność męża i przyjść na schadzkę z Hrabią w szatach Zuzanny. Dyktuje Zuzannie liścik do hrabiego. Cherubin przybywa na zamek w grupie wiejskich dziewcząt, które zapraszają Hrabiego na zabawę. Tu przyłapuje go Antonio, a Hrabia chce go ukarać. Jednak córka ogrodnika, Barbarina, publicznie mu przypomina o złożonej jej obietnicy. Hrabia w końcu daje zgodę na ślub Cherubina i Barbariny.

### Akt IV
Figaro nie zna planów Zuzanny i Hrabiny. Gdy spostrzega Zuzannę dającą list Hrabiemu, nabiera podejrzeń. Postanawia pójść na umówioną schadzkę Zuzanny i zemścić się na niej.
Nocą w ogrodzie dochodzi do nieporozumień: Hrabia uwodzi żonę biorąc ją za Zuzannę, a Figaro chcąc zemścić się na Zuzannie, wyznaje miłość hrabinie. Domyśla się jednak, że spotkał Zuzannę przebraną za Hrabinę. Gdy sytuacja wyjaśnia się – Hrabia zgadza się na ślub Zuzanny i Figara, obiecuje przestrzegać postanowienia o zniesieniu prawa pierwszej nocy i prosi hrabinę o przebaczenie.

## Numery muzyczne
•	Uwertura
Akt pierwszy
•	Nr. 1. Duet (Figaro, Zuzanna):  Cinque… dieci… venti… trenta… (Scena 1)
•	Nr. 2. Duet (Figaro, Zuzanna): Se a caso madama la notte ti chiama  (Scena 1)
•	Nr. 3. Kawatyna (Figaro): Se vuol ballare Signor Contino   (Scena 2)
•	Nr. 4. Aria (Bartolo): La vendetta, oh, la vendetta (Scena 3)
•	Nr. 5. Duet (Marcelina, Zuzanna): Via resti servita, madama brillante  (Scena 4)
•	Nr. 6. Aria (Cherubin): Non so più cosa son, cosa faccio  (Scena 5)
•	Nr. 7. Tercet (Hrabia, Basilio, Zuzanna): Cosa sento! Tosto andate  (Scena 7)
•	Nr. 8 i Nr. 9. Chór: Giovani liete, fiori spargete   (Scena 8)
•	Nr. 10. Aria (Figaro): Non più andrai, farfallone amoroso (Scena 8)
Akt drugi
•	Nr. 11. Kawatyna (Hrabina): Porgi, amor, qualche ristoro   (Scena 1)
•	Nr. 12. Arietta (Cherubin): Voi che sapete che cosa è amor  (Scena 3)
•	Nr. 13. Aria (Zuzanna): Venite… inginocchiatevi   (Scena 3)
•	Nr. 14. Tercet (Hrabia, Hrabina, Zuzanna): Susanna, or via, sortite  (Scena 6)
•	Nr. 15. Duet (Zuzanna, Cherubin): Aprite, presto, aprite!   (Scena 7)
•	Nr. 16. Finał: Esci, ormai, garzon malnato!   (Scena 8)
Akt trzeci
•	Nr. 17. Duet (Hrabia, Zuzanna): Crudel! Perché finora farmi languir così?  (Scena 2)
•	Nr. 18. Recytatyw i aria (Hrabia): Hai già vinta la causa!;   Vedrò, mentr’io sospiro  (Scena 4)
•	Nr. 19. Sekstet: Riconosci in questo amplesso   (Scena 5)
•	Nr. 20. Recytatyw i aria (Hrabina): E Susanna non vien!;   Dove sono i bei momenti   (Scena 8)
• 	Nr. 21. Duet (Hrabina, Zuzanna): Che soave zeffiretto  (Scena 10)
•	Nr. 22. Chór: Ricevete, o padroncina   (Scena 11)
•	Nr. 23. Finał: Ecco la marcia… andiamo   (Scena 13);  Chór: Amanti costanti, seguaci d’onor  (Scena 14)
Akt czwarty
•	Nr. 24. Kawatyna (Barbarina): L’ho perduta… me meschina!   (Scena 1)
•	Nr. 25. Aria (Marcellina): Il capro e la capretta   (Scena 4)
•	Nr. 26. Aria (Basilio): In quegli anni in cui val poco   (Scena 7)
• 	Nr. 27. Recytatyw i aria (Figaro): Tutto è disposto;   Aprite un po’ quegli occhi   (Scena 8)
•	Nr. 28. Recytatyw i aria (Zuzanna): Giunse alfin il momento;   Deh vieni non tardar, o gioia bella   (Scena 10)
•	Nr. 29. Finał: Pian pianin le andrò più presso (Scena 11).